# Pisidium sanguinichristi
Pisidium sanguinichristi är en musselart som beskrevs av Taylor 1987. Pisidium sanguinichristi ingår i släktet Pisidium och familjen ärtmusslor. IUCN kategoriserar arten globalt som sårbar. Inga underarter finns listade i Catalogue of Life.